# 라운지 음악

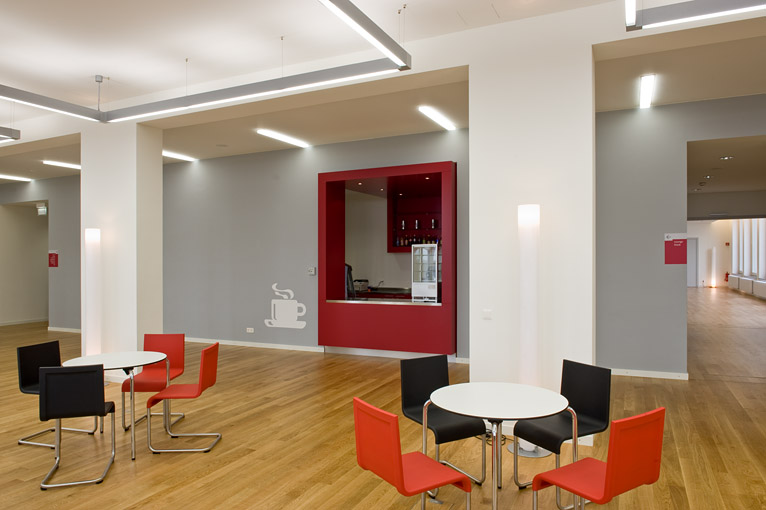

라운지 음악(영어: Lounge music)은 1950년대와 1960년대에 유행한 회고적으로 일컫는 음악 장르이다. 밀림, 섬의 파라다이스, 바깥 공간 등 보통 평온한 주제의 장소의 느낌을 준다.

## 같이 보기
- 크루너
- 발라드 (대중 음악)
- 소프트 록